# Донское сельское поселение (Крым)
Донско́е се́льское поселе́ние (укр. Донське сільське поселення, крымскотат. Донское кой юрту, Беш Терек кой юрту) — муниципальное образование в составе Симферопольского района Республики Крым России.

## География

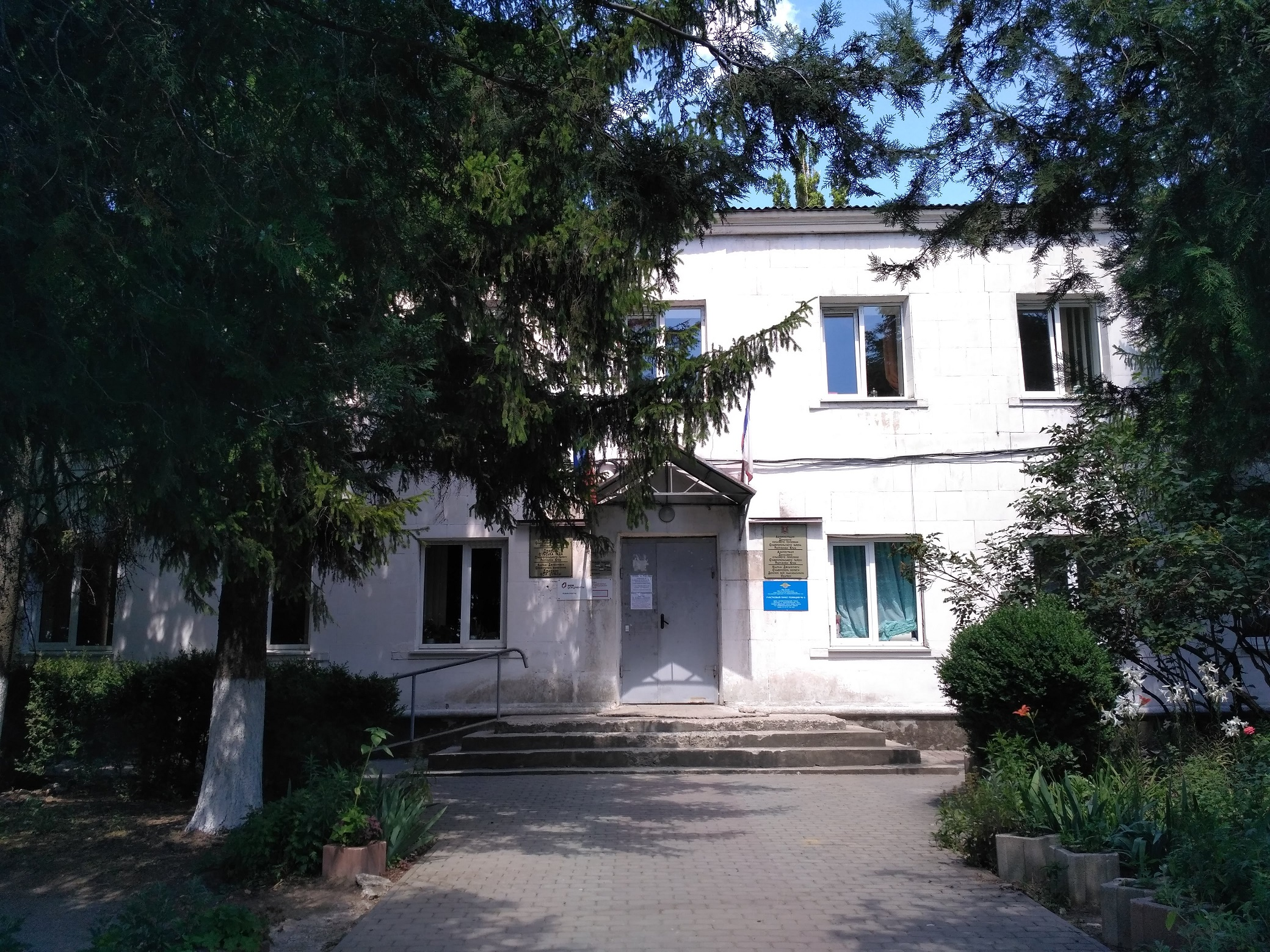
Здание совета, с. Донское, ул. Комсомольская, д. 146 а

Поселение расположено на северо-востоке района, в долине реки Бештерек, в её среднем течении, в пределах Второй гряды Крымских гор. Граничит на севере и востоке с Белогорским районом, на юге с Мазанским сельским поселением, на западе — с Трудовским, Урожайновским и Первомайским сельскими поселениями.
Площадь поселения 88,11 км².
Основная транспортная магистраль: автодорога 35К-003 Симферополь — Феодосия (по украинской классификации — автодорога P-23).

## Население
| 2001  | 2014  | 2015  | 2016  | 2017  | 2018  | 2019  |
| ----- | ----- | ----- | ----- | ----- | ----- | ----- |
| 3862  | ↗3941 | ↗3954 | ↗3988 | ↗4008 | ↗4055 | ↘4051 |
| 2020  | 2021  |       |       |       |       |       |
| ↘4034 | ↗4246 |       |       |       |       |       |

## Состав
В состав поселения входят 7 сёл:
| № | Населённый пункт | Тип населённого пункта       | Население на 2014 год |
| - | ---------------- | ---------------------------- | --------------------- |
| 1 | Донское          | село, административный центр | ↗1997                 |
| 2 | Верхнекурганное  | село                         | ↗634                  |
| 3 | Давыдово         | село                         | ↗7                    |
| 4 | Дмитрово         | село                         | ↗265                  |
| 5 | Клёновка         | село                         | ↘927                  |
| 6 | Нижнекурганное   | село                         | ↗74                   |
| 7 | Спокойное        | село                         | ↘37                   |

## История
Решением Крымоблисполкома № 784 от 27 июля 1962 года Краснокрымский сельсовет был переименован в Донской сельский совет. Указом Президиума Верховного Совета УССР «Об укрупнении сельских районов Крымской области», от 30 декабря 1962 года Симферопольский район был упразднён и сельсовет присоединили к Белогорскому. 1 января 1965 года, указом Президиума ВС УССР «О внесении изменений в административное районирование УССР — по Крымской области», вновь включили в состав Симферопольского. На 1968 год в сельсовет, помимо современных населённых пунктов, входили также Красненькое и Красный Крым, упразднённые к 1977 году, когда совет обрёл нынешние состав. С 12 февраля 1991 года совет в восстановленной Крымской АССР, 26 февраля 1992 года переименованной в Автономную Республику Крым. С 21 марта 2014 года в составе Крыма аннексировано Россией. Законом «Об установлении границ муниципальных образований и статусе муниципальных образований в Республике Крым» от 4 июня 2014 года территория административной единицы была объявлена муниципальным образованием со статусом сельского поселения.